# ملوین داگلاس
ملوین ادوارد هسلبرگ انگلیسی: Melvyn Edouard Hesselberg با نام هنری ملوین داگلاس (انگلیسی: Melvyn Douglas؛ زاده ۵ آوریل ۱۹۰۱ - درگذشته ۴ اوت ۱۹۸۱) هنرپیشه اهل ایالات متحده آمریکا بود. وی بین سال‌های ۱۹۲۷ تا ۱۹۸۱ میلادی فعالیت می‌کرد.

## جوایز
- جایزه اسکار بهترین بازیگر نقش مکمل مرد برای فیلم حضور (۱۹۷۹)
- جایزه گلدن گلوب بهترین بازیگر نقش مکمل مرد در سی و هفتمین دوره برای فیلم حضور (۱۹۷۹)
- جایزه انجمن منتقدان فیلم لس آنجلس برای بهترین بازیگر نقش مکمل مرد برای فیلم حضور (۱۹۷۹)
- جایزه حلقه منتقدان فیلم نیویورک برای بهترین بازیگر نقش مکمل مرد برای فیلم حضور (۱۹۷۹)
- جایزه ساترن بهترین بازیگر نقش مکمل مرد (۱۹۸۰)
- جایزه حلقه منتقدان فیلم نیویورک برای بهترین بازیگر نقش مکمل مرد برای فیلم هیچ‌گاه برای پدرم آواز نخواندم (۱۹۷۰)
- نامزد جایزه گلدن گلوب بهترین بازیگر مرد فیلم درام بخاطر فیلم هیچ‌گاه برای پدرم آواز نخواندم (۱۹۷۰)
- نامزد جایزه اسکار بهترین بازیگر نقش اول مرد بخاطر فیلم هیچ‌گاه برای پدرم آواز نخواندم (۱۹۷۰)

## بخشی از فیلمشناسی
- خانه تاریک قدیمی (۱۹۳۲)
- ناخداهای دلیر (۱۹۳۷)
- تئودورا وحشی می‌شود (۱۹۳۶)
- فرشته (۱۹۳۷)
- نینوتچکا (۱۹۳۹)
- زن دو چهره (۱۹۴۱)

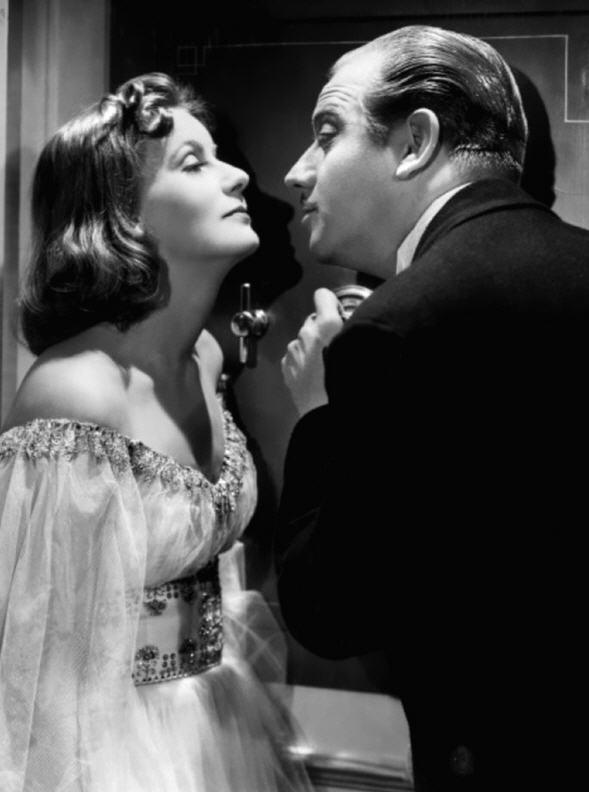
به همراه گرتا گاربو در نینوتچکا

- آقای بلندینگ خانه رؤیایی خود را می‌سازد (۱۹۴۸)
- بیلی باد (۱۹۶۲)
- هاد (۱۹۶۳)
- هتل (۱۹۶۷)
- هیچ‌گاه برای پدرم آواز نخواندم (۱۹۷۰)
- نامزد (۱۹۷۲)
- مستأجر (۱۹۷۶)
- حضور (۱۹۷۹)
- احضار (۱۹۸۰)